# Loxobates minor
Loxobates minor är en spindelart som beskrevs av Ono 200. Loxobates minor ingår i släktet Loxobates och familjen krabbspindlar.
Artens utbredningsområde är Bhutan. Inga underarter finns listade i Catalogue of Life.